# 146268 Дженіполакіс
146268 Дженіполакіс (146268 Jennipolakis) — астероїд головного поясу, відкритий 16 лютого 2001 року.
Тіссеранів параметр щодо Юпітера — 3,573.